# ほんとにあった怖い話
『ほんとにあった怖い話』（ほんとにあったこわいはなし）は、学校の怪談など、本当に起こった（とされている）怖い話を集めた朝日新聞出版刊のホラーコミックおよび、それを基に制作されたオリジナルビデオと、さらにそれを基に制作されたフジテレビのテレビドラマである。通称は『ほん怖』。

## 概要
この番組は『真夏の恐怖ミステリー ほんとにあった怖い話』として『金曜エンタテイメント』枠で1999年夏に放送されたのが最初だった。これはフジテレビの後藤博幸プロデューサーがオリジナルビデオ版『ほんとにあった怖い話』を高く評価して企画・監督・脚本の鶴田法男に連絡を取ったことが発端だった。二人はテレビ番組化を検討し、深夜の低予算番組として企画していたが、当時フジテレビドラマ部の部長を務めていた亀山千広がゴールデンタイムに放送することを決定。同枠にて1999年と2000年の8月末に放映された。
その後はしばらく放送されなかったが、2003年より制作が再開。翌2004年1月からは3 - 5話程度のオムニバスショートドラマを放送、小学生中心の6名「ほん怖クラブ」らが館で館主の稲垣吾郎と話の内容を分析するという内容になり、毎週のレギュラー放送（1月 - 3月のみ）となった。また、心霊写真を鑑定するコーナーもある。現在の「ほん怖クラブ」では、オムニバスドラマを放送する面では、以前の2時間時代と同じだが、要所要所に館主と子供達によるバラエティ的な要素や感動的なストーリーがあり、怖さを若干軽減させている。また子供でも見ることのできるように、通常のホラー番組よりバラエティに近い演出がある。内容についても原作の実話を大胆にアレンジしたものが多い。「第9回アジア・テレビジョン・アワード」のドキュメンタリー・ドラマ部門最優秀賞を受賞。また、毎年夏のイベントのお台場冒険王でもアトラクションを出展している。なお、かつてテレビ朝日系列で放送された「夏の不思議ミステリー 本当にあった怖い話」、ブロードウェイが制作・販売しているオリジナルビデオシリーズ「ほんとうにあった怖い話」とは関係ない。
2011年からは毎年1回、お盆後となる夏（8月）の『土曜プレミアム』枠で放送されており、稲垣の2016年のSMAP解散と翌2017年のCULENへの事務所移籍を経てもシリーズは継続されている。2019年には20周年を迎え秋（10月）に放送された。2020年には初のハロウィーンの日に放送（自宅で『ほん怖』を見て外出を控えて“密”を避けて“ハロウィーン＆ホラー”ムードを堪能する意味も含まれている）。

## ほん怖五字切り
これは、「怖い」と思う弱い心を吹き飛ばすおまじないである。ホスト進行役の稲垣吾郎と子供達の専門家による解説コーナーで行う。
1. 稲垣「イワコデジマ イワコデジマ ほん怖 五字切り!」
2. ほん怖クラブメンバーが1人ずつ「皆（かい）!」「祷（とう）!」「怖（ほー）!」「無（ぶ）!」
3. 稲垣「弱気退散（じゃっきたいさん）!」
4. 鈴を2回鳴らす。
5. 全員で「喝（かつ）!」

密教真言の一、「退魔の早九字」（正式には「九字護身法」）を真似た物。なお「イワコデジマ イワコデジマ」は「マジで怖い マジで怖い」の逆読みである。ちなみに手を合わせて合掌するとき「のんのん」と全員でいうことがあるが「のん」は、ゲストの専門家の解説によれば観音様のこと。(観音様、どうか悪霊からお守りください)の意味。

## 放送日時
| タイトル                                        | 放送日                       | 放送時間                      | 放送枠                        |
| ----------------------------------------------- | ---------------------------- | ----------------------------- | ----------------------------- |
| スペシャル1                                     | 1999年8月27日                | 21:00〜22:52                  | 金曜エンタテイメント          |
| スペシャル2                                     | 2000年8月25日                | 21:00〜22:52                  | 金曜エンタテイメント          |
| 春の恐怖ミステリー                              | 2003年4月8日                 | 21:00〜21:54                  | 単発特別番組枠                |
| スペシャル3                                     | 2003年9月5日                 | 21:00～22:52                  | 金曜エンタテインメント        |
| 第1シーズン                                     | 2004年1月10日〜2004年3月20日 | 毎週土曜日19:00〜19:57（JST） | 毎週土曜日19:00〜19:57（JST） |
| 特別編～心霊写真･恐怖順位49～                   | 2004年4月3日                 | 19:00～19:58                  | 単発特別番組枠                |
| 夏の特別編2004                                  | 2004年9月7日                 | 19:00〜20:54                  | カスペ!                       |
| 第2シーズン                                     | 2004年10月11日〜2005年3月7日 | 毎週月曜日19:00〜19:54（JST） | 毎週月曜日19:00〜19:54（JST） |
| 夏の特別編2005 京都ミステリーツアーSP           | 2005年8月23日                | 19:00〜20:54                  | カスペ!                       |
| 夏の特別編2006 鎌倉ミステリーツアーSP           | 2006年8月22日                | 19:00〜20:54                  | カスペ!                       |
| 夏の特別編2007 前世の謎を解くミステリーツアーSP | 2007年8月28日                | 19:00〜20:54                  | カスペ!                       |
| 夏の特別編2008 心とカラダのミステリーツアーSP   | 2008年8月26日                | 19:00〜20:54                  | カスペ!                       |
| 冬の特別編2009 芸能界緊急除霊スペシャル         | 2009年2月3日                 | 19:00〜20:54                  | カスペ!                       |
| 10周年記念スペシャル                            | 2009年8月25日                | 19:00〜20:54                  | カスペ!                       |
| 夏の特別編2010 AKB48まるごと除霊スペシャル!!    | 2010年8月24日                | 19:00〜20:54                  | カスペ!                       |
| 夏の特別編2011                                  | 2011年9月3日                 | 21:00〜23:10                  | 土曜プレミアム                |
| 夏の特別編2012                                  | 2012年8月18日                | 21:00〜23:10                  | 土曜プレミアム                |
| 夏の特別編2013                                  | 2013年8月17日                | 21:00〜23:10                  | 土曜プレミアム                |
| 15周年スペシャル                                | 2014年8月16日                | 21:00〜23:10                  | 土曜プレミアム                |
| 夏の特別編2015                                  | 2015年8月29日                | 21:00〜23:10                  | 土曜プレミアム                |
| 夏の特別編2016                                  | 2016年8月20日                | 21:00〜23:10                  | 土曜プレミアム                |
| 夏の特別編2017                                  | 2017年8月19日                | 21:00〜23:10                  | 土曜プレミアム                |
| 夏の特別編2018                                  | 2018年8月18日                | 21:00〜23:10                  | 土曜プレミアム                |
| 20周年スペシャル                                | 2019年10月12日               | 21:00〜23:10                  | 土曜プレミアム                |
| 2020特別編                                      | 2020年10月31日               | 21:00〜23:10                  | 土曜プレミアム                |
| 2021特別編                                      | 2021年10月23日               | 21:00〜23:10                  | 土曜プレミアム                |
| 夏の特別編2022                                  | 2022年8月20日                | 21:00〜23:10                  | 土曜プレミアム                |
| 夏の特別編2023                                  | 2023年8月19日                | 21:00〜23:10                  | 土曜プレミアム                |
| 25周年スペシャル                                | 2024年8月17日                | 21:00〜23:10                  | 土曜プレミアム                |
| 夏の特別編2025                                  | 2025年8月16日                | 21:00〜23:10                  | 土曜プレミアム                |

## 出演者
本作はかつて後藤歯科医院という歯医者だった空き家を改装した館を拠点とし、そこへ全国から届く心霊による恐怖体験や不可思議な現象を綴った手紙、通称『恐怖幽便』を元に、ほん怖クラブのメンバーと館の主たる稲垣吾郎が日夜心霊研究に励んでいるという設定。
ストーリーテラー
- 稲垣吾郎 ほか

ほん怖クラブ
- #2004年1月10日：大多和莉里亜、高田彩香、佐藤珠里、桑原匠吾、倉口颯斗、菅大輝、心霊研究 福山貞心、心霊写真 宗優子
- #2004年1月17日：井上滉稀、山倉憲二、清田陽平、下田奈奈、碇由貴子、水黒遥日、心霊研究 宗優子 、心霊写真 福山貞心
- #2004年1月24日：大多和莉里亜、高田彩香、佐藤珠里、桑原匠吾、倉口颯斗、菅大輝、心霊研究 福山貞心、心霊写真 宗優子
- #2004年1月31日：神元恵莉、大津綾香、高橋香波、大塚翼、鎌田篤、知念侑李（当時ジャニーズJr.、現Hey! Say! JUMP）、心霊研究 宗優子 、心霊写真 福山貞心
- #2004年2月7日：高田彩香、中谷さくら、佐藤珠里、倉口颯斗、岡田祥世、菅大輝、心霊研究 下ヨシ子、心霊写真 宗優子
- #2004年2月14日：神元恵莉、水黒遥日、高橋香波、鎌田篤、清田陽平、桑原匠吾、心霊研究 宗優子、心霊写真 三原珠
- #2004年2月21日：中谷さくら、鎌田篤、高橋香波、佐藤珠里、菅大輝、知念侑李。碇由貴子が再現ドラマ、心霊研究 下ヨシ子、心霊写真 宗優子
- #2004年2月28日：神元恵莉、林清羅、高田彩香、岡田祥世、清田陽平、倉口颯斗、心霊研究 三原珠、心霊写真 下ヨシ子
- #2004年3月6日：井上滉稀、鎌田篤、桑原匠吾、佐藤珠里、大野真緒、大多和莉里亜、心霊研究 下ヨシ子
- #2004年3月13日：神元恵莉、高橋香波、水黒遥日、清田陽平、岡田尚太郎、 菅大輝、心霊研究 中村雅彦、心霊写真 三原珠
- #2004年3月20日：高橋香波、水黒遥日、佐藤珠里、倉口颯斗、鎌田篤、菅大輝 、心霊研究 中村雅彦、心霊写真 宗優子
- #2004年4月3日 特別編心霊写真恐怖順位49：高橋香波、神元恵莉、佐藤珠里、清田陽平、知念侑李、菅大輝、心霊研究 下ヨシ子、心霊写真 中村雅彦
- #2004年9月7日 夏の特別編2004：神元恵莉、水黒遥日、佐藤珠里、菅大輝、倉口颯斗、清田陽平、心霊研究 下ヨシ子、心霊写真、宗優子

- #2004年10月11日：清田陽平、川瀬裕斗、菅大輝、佐藤珠里、水黒遥日、渡部遥、心霊研究 中村雅彦、心霊写真 三原珠
- #2004年10月18日：菅大輝、神元恵莉、神元結莉、高橋香波、高田彩香、中村理央、心霊研究 池田辰雄、心霊写真 三原珠
- #2004年10月25日：佐藤珠里、水黒遥日、星野悠月、加藤将太、鎌田篤、菅大輝、心霊研究 下ヨシ子、心霊写真 池田辰雄
- #2004年11月1日：高橋香波、神元恵莉、斉藤楓、水田吏維也、倉口颯斗、菅大輝、心霊研究 池田辰雄、心霊写真 下ヨシ子
- #2004年11月15日：菅大輝、永島謙二郎、川瀬裕斗、一木有海、中谷さくら、高橋香波、心霊研究 中村雅彦、心霊写真 池田辰雄
- #2004年11月22日：佐藤珠里、片岡涼乃、渡部遥、清田陽平、浦岡碧、倉口楓斗、心霊研究 中村雅彦、心霊写真 宗優子
- #2004年11月29日 2時間SP：前半：佐藤珠里、一木有海、渡部遥、川瀬裕斗、清田陽平、倉口楓斗 後半：水黒遥日、高橋香波、神元恵莉、菅大輝、鎌田篤、浦岡碧、心霊研究 下ヨシ子、心霊写真・ビデオ 池田辰雄
- #2004年12月6日:高橋香波、水黒遥日、斉藤楓、砂川政人、中村理央、菅大輝、心霊研究 池田辰雄、心霊写真 下ヨシ子
- #2004年12月13日:神元恵莉、一木有海、中谷さくら、清田陽平、中川原慶喜、鎌田篤、心霊研究 下ヨシ子、心霊写真 池田辰雄
- #2005年1月17日：佐藤珠里、鎌田篤、一木有海、川瀬裕斗、斉藤楓、菅大輝、心霊研究 下ヨシ子、心霊写真 加賀谷月妙
- #2005年1月24日：中川原慶喜、菅大輝、清田陽平、高橋香波、渡部遙、水黒遙日、心霊研究 中村雅彦、心霊写真 平田寿蔵
- #2005年1月31日:水黒遥日、笠原拓巳、星野悠月、鎌田篤、神元恵莉、菅大輝、心霊研究 下ヨシ子、
- #2005年2月7日：砂川政人、金井竜翔、菅大輝、高橋香波、水黒遥日、斉藤楓、心霊研究 池田辰雄、心霊写真 下ヨシ子
- #2005年2月21日：神元恵莉、笠原拓巳、渡部遥、川瀬裕斗、斉藤楓、菅大輝、心霊研究 下ヨシ子、心霊写真 平田寿蔵
- #2005年2月28日：高橋香波、倉口楓斗、佐藤珠里、鎌田篤、一木有海、清田陽平、心霊研究 中村雅彦、心霊写真 加賀谷月妙
- #2005年3月7日：高橋香波、倉口楓斗、水黒遥日、川瀬裕斗、一木有海、菅大輝、心霊研究 下ヨシ子、心霊写真 平田寿蔵

- #2005年8月23日 京都ミステリーツアーSP：水黒遥日、川瀬裕斗、渡部遥、菅大輝、 ※ロケのみ一木有海、心霊研究 下ヨシ子
- #2006年8月22日 鎌倉ミステリーツアーSP：菅大輝、高橋香波、渡部遥、川瀬裕斗、心霊研究 下ヨシ子
- #2007年8月28日 夏の特別編2007:ロケ：鎌田篤、高橋香波 スタジオ:神元結莉、清田陽平、渡部遥、菅大輝、心霊研究 下ヨシ子
- #2008年8月26日 夏の特別編2008 心とカラダのミステリーツアーSP：一木有海、川瀬裕斗、渡部遥、菅大輝、※ロケのみ高橋香波、心霊研究 下ヨシ子
- #2009年8月25日 10周年記念 京都パワースポットSP：高橋香波、一木有海、川瀬裕斗、菅大輝、心霊研究 下ヨシ子
- #2010年8月24日 夏の特別編2010 AKB48 まるごと浄霊スペシャル：石井萌々果、辻村晃佑、松原瑚春、佐藤詩音、心霊研究 下ヨシ子
- #2011年9月3日 夏の特別編2011：石井萌々果、辻村晃佑、松原瑚春、佐藤詩音、心霊研究 下ヨシ子
- #2012年8月18日 夏の特別編2012：秋元黎、池水マリナ、石井萌々果、内野楓斗、小笠原珠姫、金澤月花、後藤小太郎、篠田涼也、清藤琉斗、高橋萌衣、田野瑠里唯、辻村晃佑、中村麻那、吹野胡桃、松原瑚春、矢田部楽々、柳町夏花、山﨑友貴、ラヴェルヌ知輝
- #2013年8月17日 夏の特別編2013：石井萌々果、大澤心杏、岡戸隆郁、古賀瑠、後藤小太郎、今野姫菜、佐藤芽、新堂結菜、辻村晃佑、寺島柳琉、内藤穂之香、中村世渚、吹野胡桃、水野哲志、柳町夏花、山口蓮、横内鼓子、吉田うた、ラヴェルヌ知輝、渡邊恭太
- #2014年8月16日 15周年スペシャル：阿久津菜摘、池田結南、大澤心杏、河合陽子、小久保柚乃、古賀瑠、志村魁、新堂結菜、須藤琉偉、竹内晃聖、田澤大和、辻村晃佑、吹野くるみ、藤飯玲菜、松田北斗、三本采香、山口蓮、山崎智史、山下穂乃花、幸留唯斗
- #2015年8月29日 夏の特別編2015：池田結南、岩瀬快、浦谷優羽花、大澤心杏、小久保柚乃、佐藤ことは、佐藤芽、佐野仁香、志村魁、田澤大和、寺澤徠稀、吹野くるみ、松田翔生、松田北斗、美濃孔之介、三本采香、森田愛蓮、諸原花夏、幸留唯斗、向井慧 (パンサー)
- #2016年8月20日 夏の特別編2016：藤飯玲菜、清原碧羽、浦谷優羽奈、山崎心那、水野哲志、中村虹香、矢崎由紗、鈴木音弥、三本采香、大西利空、石井心咲、宍土准之助、堰沢結衣、金子晃翔、荒木優那
- #2017年8月19日 夏の特別編2017 : 大野心優、永岡心花、下田旬、佐々木告、(坂本龍之介(子役))、増本そうし、矢崎由紗、冨田羽佑、菊池飛向、堰沢結衣、渡邉心、鷺山みちる、金子晃翔、三本采香、高松咲希、心霊写真 下ヨシ子
- #2018年8月18日 夏の特別編2018 : 岡田明日太、稲垣芽生、高木勇真、岩本莉緒、田崎陽大、藤原颯音、鷺山みちる、佐野祐徠、太田しずく、遠藤颯、前田織音、前川琉衣、武井美優、金子晃翔、堰沢結愛、心霊研究 下ヨシ子
- ＃2019年10月12日 20周年スペシャル：石澤柊斗、早坂ひらら、石毛宏樹、太田結乃、鴇田蒼太郎、大塚咲希、阿久津慶人、竹野谷咲、黒川想矢、青葉なつみ、心霊研究　下ヨシ子
- ＃2020年10月31日 2020特別編：阿久津慶人、鴇田蒼太郎、竹井慶喜、竹野谷咲、太田結乃、早坂ひらら、心霊研究 下ヨシ子
- ＃2021年10月23日 2021特別編：後藤りゅうと、松岡夏輝、中村謙志、内藤恵菜、心霊研究 下ヨシ子
- ＃2022年8月20日 夏の特別編2022：嶋田鉄太、鈴木かつき、中村羽叶、松井侑愛、松井彩葉、宮地美然、有香、心霊研究 下ヨシ子
- ＃2023年8月19日 夏の特別編2023：天海塁、大野りりあな、下村洸太、池谷美音、松岡夏輝、佐藤心平、望月彩生、明亜莉クレア、中村羽叶、吉田奏佑
- ＃2024年8月17日 25周年スペシャル：岡田六花、西村想真、大野りりあな、小松ヨキ、吉田萌果、野澤絢人、牛山陽太、枝村羽那、黒川晏慈、望月彩生
- ＃2025年8月16日 夏の特別編2025：沢田優乃、小井圡菫玲、吉田歩生、石井楓薫、寿昌磨、山中美子葉

## ナレーター
- 杉本るみ

## ドラマ部分
開始前に「これは一般の人が体験した実話を再現したものです」「ただし、登場する地名、団体名、個人名などは、架空もしくは仮名であり事実とは一切関係ありません」のテロップが表示される。

### スペシャル1 - 3
スペシャル1（1999年8月27日）
- 序章（出演：池脇千鶴、雅子 脚本・演出：鶴田法男）
- 深夜病棟（出演：黒木瞳、竹中直人（特別出演） 脚本：小川智子 演出：鶴田法男）
- 社内怪報（出演：杉本哲太、大路恵美、鷲尾真知子 脚本：三宅隆太 演出：関卓也）
- 白昼のベル（出演：稲垣吾郎、佐藤仁美、渡辺慶 脚本：三宅隆太 演出：鶴田法男）
- 夏の訪問者（出演：中山美穂、窪塚洋介、吉行和子 脚本：水橋文美江 演出：河毛俊作）

スペシャル2（2000年8月25日）
- オープニング（出演：黒澤優 脚本：三宅隆太 演出：鶴田法男）
- 真夜中の病室（出演：浅野温子、山崎一、森康子 脚本：小川智子 演出：鶴田法男）
- もうひとりの私（出演：窪塚洋介、石田ゆり子、田山涼成 脚本：三宅隆太、高木登 演出：鶴田法男）
- 十二日間の悪夢（出演：仲村トオル、須藤理彩、村松克己、浅井江理名 脚本：高木登、三宅隆太 演出：関卓也）
- 遠い夏（出演：酒井法子、片瀬那奈、岡田奈々、羽場裕一、木村多江、芳賀優里亜 脚本：太田愛 演出：鶴田法男）

春の恐怖ミステリー（2003年4月8日）
- オープニング〜婆、去れ（出演：内山理名、森本ゆうこ 脚本・演出：鶴田法男）
- 闇からの電話（出演：えなりかずき、綾瀬はるか、庄司智春（品川庄司）、大島蓉子 脚本：高木登、三宅隆太 演出：鶴田法男）
- 父の想い（出演：井川遥、八嶋智人、石橋けい、志田未来、草村礼子、地井武男 脚本：小川智子 演出：鶴田法男）

スペシャル3（2003年9月5日）
- 病棟奇譚（出演：仲間由紀恵、山本道子 脚本：清水達也 演出：鶴田法男）
- 憑かれた家（出演：ユースケ・サンタマリア、三浦理恵子、大倉孝二 脚本：三宅隆太、高木登 演出：鶴田法男）
- 死者のプロポーズ（出演：優香、斉藤慶太、矢沢心 脚本：小川智子 演出：鶴田法男）
- 真夜中の徘徊者（出演：阿部寛、石橋けい、塚地武雅（ドランクドラゴン）、田中哲司 脚本：清水達也 演出：鶴田法男）
- 染み（出演：財前直見、高橋克実、猫背椿 脚本：小川智子 演出：鶴田法男）

### 恐怖幽便
2005年1月17日放送から、芸能人が「ほん怖クラブ」に訪れ自身の体験を基にした「恐怖幽便」を読む、という形式も取っている。

#### 2004年
01
- 2004年1月10日放送
  - 廃屋の少女（主演：和希沙也、共演：近田慎太郎、ゆうき（ヒデヨシ）、松浦寿來 脚本：玉城悟 演出：鶴田法男）
  - 死ねば良かったのに（主演：田中哲司、脚本：三宅隆太 演出：鶴田法男）
  - 深夜の鏡像（主演：神木隆之介、共演：土肥優真、安室満樹子、下村恵理、藤原まゆか、長野里美 脚本：清水達也 演出：鶴田法男）
  - 部屋に棲む者（主演：高岡蒼佑、共演、斉藤直行 脚本：佐藤太喜 演出：鶴田法男）
  - 夕暮れの迷子（主演：柊瑠美、共演：久保晶、熊谷智博、坂越由実子 脚本：清水達也 演出：鶴田法男）

02
- 2004年1月17日放送
  - さがしもの（主演：成宮寛貴、共演：平田竜也 脚本：三宅隆太 演出：鶴田法男）
  - 見えない住人（主演：山口日記、共演：野村恵里、大江聡、袴田裕幸 脚本：田村孝裕 演出：鶴田法男）
  - 最期の声（主演：深田燁子、共演：田中千絵 脚本：田村孝裕 演出：鶴田法男）
  - 赤い服の女（主演：富岡涼、共演：石川眞吾、雅子 脚本：田村孝裕 演出：鶴田法男）

03
- 2004年1月24日放送
  - 踏切の怪（主演：森本ゆうこ、共演：小出早織 脚本：清水達也 演出：鶴田法男）
  - 見知らぬ光景（主演：相武紗季、共演：土屋美穂子 脚本：長津晴子 演出：鶴田法男）
  - 本が招く幽霊（主演：堀北真希、共演：寉岡瑞希、古川真紀 脚本：玉城悟 演出：鶴田法男）
  - 真夜中の奇蹟（主演：奥貫薫、共演：山下容莉枝、大塚ちひろ、内山眞人、徳永えりか、宇都秀星、井上浩、茄子しのぶ、塚本安屋子 脚本：小川智子 演出：鶴田法男）

04
- 2004年1月31日放送
  - 病棟の夜（主演：石橋けい、共演：立川絵理、田村真依奈、矢田有三 脚本：田村孝裕 演出：鶴田法男）
  - 姉さん（主演：岡本綾、共演：田中圭 脚本：長津晴子 演出：鶴田法男）
  - のびる腕（主演：真木よう子、共演：中島由紀 脚本：清水達也 演出：星野和成）
  - 最後の買い物（主演：森山未來、共演：小鹿番、広岡由里子、内田滋啓、渡辺憲吉、増子倭文江、川瀬忠行、川田希、澁谷武尊、市川千恵子 脚本：清水達也 演出：大木綾子）

05
- 2004年2月7日放送
  - 折れた護符（主演：蒼井優 脚本：清水達也 演出：加藤裕将）
  - うしろの女（主演：長澤まさみ、共演：金沢映子、塩澤英真 脚本：玉城悟 演出：鶴田法男）
  - 迷子（主演：佐々木蔵之介、共演：三咲レア、今井悠貴 脚本：玉城悟 演出：鶴田法男）

06
- 2004年2月14日放送
  - 横断歩道奇譚（主演：綾瀬はるか、共演：日向崇、海田葉月 脚本：佐藤太喜 演出：鶴田法男）
  - 真夜中の白い指（主演：宮地真緒、共演：上野なつひ、篠原麻里 脚本：田村孝裕 演出：大木綾子）
  - 邪悪な影の正体は（主演：松尾れい子、共演：池津祥子、北村修 脚本：清水達也 演出：鶴田法男）
  - 深淵から（主演：田島有魅香、共演：芳賀優里亜、大滝寛、上原袈裟俊、橋本佳代、長野京子、山路和弘 脚本：小川智子 演出：鶴田法男）

07
- 2004年2月21日放送
  - 夜話の窓（主演：塚本雛子、共演：寉岡萌希、小関可奈 脚本：清水達也 演出：大木綾子）
  - 近づく足音（主演：香椎由宇、共演：藤間宇宙 脚本：田村孝裕 演出：三宅隆太）
  - 二時四十五分の泣き声（主演：山口香緒里、共演：福本伸一、諸頭未優 脚本：長津晴子 演出：鶴田法男）
  - 二階が怖い（主演：碇由貴子、共演：喜多道枝 脚本：清水達也 演出：大木綾子）

08
- 2004年2月28日放送
  - 姿なき従業員（主演：前田亜季、共演：伴美奈子 脚本：高木登 演出：三宅隆太）
  - とり憑かれた入院患者（主演：勝地涼、共演：久野真紀子、大崎聖奈、菅原円 脚本：田村孝裕 演出：鶴田法男）
  - お願い、ムク（主演：永井杏、共演：おかやまはじめ、那須佐代子、鶴田明巳、渡辺彼野人、金子裕太、古谷琉翔、松本梨菜、今井陽子 脚本：清水達也 演出：星野和成）

09
- 2004年3月6日放送
  - 行きずりの紊乱者（主演：上野樹里、共演：大村彩子、清水響、立花訓子 脚本：清水達也 演出：星野和成）
  - 幻燈の下で（主演：山田夏海、共演：魏涼子、井上智之、黒川和明 脚本：佐藤太喜 演出：鶴田法男）
  - 真夜中の珍客（主演：末永遥、共演：三宅弘城、山田誠吾 脚本：玉城悟 演出：大木綾子）
  - 供養の礼（主演：佐藤めぐみ、共演：水野はるか 脚本：清水達也 演出：星野和成）

10
- 2004年3月13日放送
  - 墓地の女（主演：竹田侑美、共演：松田けいか、川口真理恵、鍋田カホル 脚本：佐藤太喜 演出：鶴田法男）
  - 京子ちゃん（主演：三浦理恵子、共演：工藤あかり 脚本：高木登 演出：三宅隆太）
  - 注文の多い幽霊（主演：金子貴俊、共演：菊池麻衣子 脚本：清水達也 演出：鶴田法男）
  - 夜の再会（主演：山本道子、共演：冨田翔、遠藤たつお 脚本：清水達也 演出：加藤裕将）

11
- 2004年3月20日放送
  - 幽霊アパート（主演：山崎樹範、共演：木内晶子、明日香まゆ美 脚本：清水達也 演出：加藤裕将）
  - 誰かが囁いている（主演：上原美佐、共演：山本康平、三谷侑未、志水恵実子 脚本：長津晴子 演出：鶴田法男）
  - 訪う人々（主演：雛形あきこ、共演：武井証、リットン調査団、萩原利映、江澤規子、田山涼成 脚本：小川智子 演出：鶴田法男）

12
- 特別編（2004年4月3日放送）
  - 黄泉の森（主演：小栗旬、共演：加藤夏希、永田真理 脚本：清水達也 演出：三宅隆太）
  - 影の同調（主演：MEGUMI、共演：島田珠代、山岡由実、楊原京子、加賀野泉、白川みなみ 脚本：小川智子 演出：鶴田法男）

13
- スペシャル（2004年9月7日放送）
  - トンネルの中の少年（主演：窪塚俊介、共演：上野なつひ、久保山知洋 脚本：清水達也、三宅隆太 演出：後藤博幸、鶴田法男）
  - 預言者の余波（主演：吉沢悠、共演：河本準一（次長課長）、三訳真奈美 脚本：田村孝裕 演出：星野和成）
  - 怪音寮（主演：金子さやか、共演：伊東美知枝、ささいけい子、永田真理、前川美枝 脚本：高木登、三宅隆太 演出：澤田鎌作）
  - ひとりぼっちの少女（主演：佐津川愛美、共演：谷村美月、仲村瑠璃亜、下田由香、須山史織 脚本：高木登 演出：三宅隆太）
  - あの日の約束（主演：美山加恋、共演：市川千恵子、曽川留三子、望月瑛蘭、土井里美 脚本：浅野妙子 演出：加藤裕将）

14
- 2004年10月11日放送
  - 亡者の演奏（主演：菅野莉央、共演：上江田美穂 脚本・演出：三宅隆太）
  - 宝塚山（主演：和希沙也、共演：藤沢大悟 脚本：新田隆男 演出：鶴田法男）
  - 駐車場の夜（主演：岡田義徳、共演：山根和馬、杉下絵理 脚本：清水達也 演出：三宅隆太）
  - 最期の別れ（主演：大島さと子、共演：近野成美、永井文敏、伊藤正美 脚本：玉城悟 演出：加藤裕将）

15
- 2004年10月18日放送
  - 訪問者（主演：本仮屋ユイカ、共演：剣持直明、緑川美津恵 脚本：新田隆男 演出：鶴田法男、後藤博幸）
  - 幽霊物件（主演：塚本高史、共演：村井美樹、海島雪、広江美奈、田窪一世 脚本：高木登、三宅隆太 演出：星野和成）
  - 潮騒の夢（主演：石垣佑磨、共演：大西麻恵、松元環季、小林高鹿、川田希 脚本：清水達也 演出：星野和成）

16
- 2004年10月25日放送
  - 放課後の恐怖（主演：上脇結友、共演：田代琴恵、川口愛実、佐藤ルル 脚本：三宅隆太 演出：鶴田法男）
  - 闇に棲むもの（主演：伊藤淳史、共演：植田健、藤田三三三、中村泉貴、渡辺悠、斉藤王路、高橋侑吾、後藤健 脚本：清水達也 演出：三宅隆太）
  - 憑かれたライダー（主演：兵頭祐香、共演：藤間宇宙、日向崇、森恵子、高橋長英 脚本：林民夫 演出：澤田鎌作）

17
- 2004年11月1日放送
  - 四番目の個室（主演：寺島咲、共演：寉岡瑞希、廣川由里香、菊地美香 脚本：三宅隆太 演出：鶴田法男）
  - さまよえる亡霊（主演：窪塚俊介、共演：石井康太 脚本：玉城悟 演出：澤田鎌作）
  - 旅立ちの靴音（主演：福田麻由子、共演：森崎よしえ、桜井ひかり 脚本：新田隆男 演出：加藤裕将）

18
- 2004年11月15日放送
  - 誰かが見ている（主演：田中律子、共演：井上花菜、井之上隆志、小島亜矢 脚本：玉城悟 演出：鶴田法男）

19
- 2004年11月22日放送
  - 教室の幽霊（主演：石田未来、共演：小林美鈴 脚本：三宅隆太 演出：鶴田法男）
  - 魂の分岐点（主演：水川あさみ、共演：石川素子、川島伸也 脚本：高木登 演出：三宅隆太）
  - 窓にうつる少女（主演：谷村美月、共演：高松いく、加納朋之、八十川真由野 脚本：玉城悟 演出：加藤裕将）

20
- 2004年11月29日放送
  - 鏡の中の少女（主演：小出早織、共演：向野澪、室伏由紀江 脚本・演出：三宅隆太）
  - 拒絶の報酬（主演：中越典子、共演：佐藤二朗 脚本：玉城悟 演出：加藤裕将）
  - 別荘ニテ待ツモノ（主演：永井大、共演：山下容莉枝、浅井江理名、田辺伸之助 脚本：清水達也 演出：鶴田法男）
  - 憑かれた病院（主演：井上和香、共演：松本じゅん、安田洋子、藁科みき、石井聡子、大久保蒼 脚本：玉城悟 演出：三宅隆太）
  - 温かいお葬式（主演：手塚理美、共演：おかやまはじめ、白川ゆり、三谷侑未、牧村泉三郎、二宮弘子 脚本：林民夫 演出：星野和成）

21
- 2004年12月6日放送
  - 最期のメッセージ（主演：黒木メイサ、共演：近田慎太郎 脚本：新田隆男 演出：星野和成）
  - 見えない絆（主演：松本莉緒、共演：佐々木麻緒、長野里美 脚本：玉城悟 演出：鶴田法男）
  - 前略、お父さん（主演：齋藤隆成、共演：河合美智子、神保悟志 脚本：管小百合、三宅隆太 演出：加藤裕将）

22
- 2004年12月13日放送
  - 死者のゆく場所（主演：真木よう子、共演：水橋貴己、大草理乙子 脚本：林民夫 演出：三宅隆太）
  - 真夜中のサイレン（主演：上原美佐、共演：和泉今日子 脚本：小林靖子 演出：鶴田法男）
  - 老婆の伝言（主演：小野真弓、共演：森康子、高坂真琴、久遠さやか 脚本：武藤大助 演出：加藤裕将）

#### 2005年
23
- 2005年1月17日放送
  - 転ぶトイレ（主演：安田美沙子、共演：山口日記、森脇英理子 脚本：林民夫 演出：星野和成）
  - 共演者（主演：萩原流行 脚本：三宅隆太 演出：鶴田法男）※本人の体験
  - 忘れられた記念写真（主演：若槻千夏、共演：大村彩子、藤原まゆか 脚本：小林靖子 演出：加藤裕将）

24
- 2005年1月24日放送
  - 何かがそこにいる（主演：志田未来、共演：吉田大輝、高橋征也、登野城佑真、仲根紗央莉、矢端名結、新井葉月、石井昭子、猫田直 脚本：三宅隆太 演出：星野和成）
  - 真夜中の招待状（主演：一戸奈未、共演：三津谷葉子、小塚つかさ、小野敦子 脚本：武藤大助 演出：鶴田法男）
  - 奇々怪々譚（主演：中村豪（やるせなす）、共演：海田葉月、森田宗宏 脚本：林民夫 演出：鶴田法男）※本人の体験
  - 白日の影（主演：宮崎美子、共演：吉井怜、岡崎宏 脚本：小林靖子 演出：三宅隆太）

25
- 2005年1月31日放送
  - オバケじゃないもん（主演：笑福亭笑瓶、共演：大塚和彦、奥村勲、戌井昭人、坂口理香 脚本：三宅隆太 演出：鶴田法男）※本人の体験
  - 同居人（主演：青田典子、共演：宮下今日子、小村裕次郎、徳永淳 脚本：三宅隆太 演出：鶴田法男）※本人の体験
  - 廻る足音（主演：筧利夫、共演：松田昂大 脚本：玉城悟 演出：三宅隆太）

26
- 2005年2月7日放送
  - 防空壕のお姉さん（主演：山田夏海、共演：渋谷琴乃、宮内順子、梅宮万紗子 脚本：林民夫 演出：鶴田法男）
  - 夜のおじさん（主演：森公美子、共演：山谷初男、北条文栄、麻生侑里 脚本：三宅隆太 演出：鶴田法男）※本人の体験
  - さよなら俊彦（主演：佐藤仁美、共演：小林且弥、朝加真由美 脚本：林民夫 演出：鶴田法男）

27
- 2005年2月21日放送
  - 影（主演：芳賀優里亜、共演：朝倉えりか 脚本：三宅隆太 演出：加藤裕将）
  - 先見の少女（主演：美山加恋、共演：上野なつひ、ひがし由貴、筒井巧、益富信孝、布施幾子、椿真由美、笠井一彦、土師孝也 脚本：小林靖子 演出：鶴田法男）
  - あの日の言霊（主演：島崎和歌子、共演：六平直政、松熊明子、庄司正樹、川嵜美佳、島岡安芸和 脚本：三宅隆太 演出：鶴田法男）※本人の体験

28
- 2005年2月28日放送
  - のびる髪（主演：安藤咲良、共演：檀臣幸、那須佐代子 脚本・演出：三宅隆太）
  - 霊を招く波長（主演：寺門ジモン（ダチョウ倶楽部）、共演：伊藤正之、ノンキー山崎、佐藤ルル 脚本：三宅隆太 演出：鶴田法男）※本人の体験
  - 死を告げるコール（主演：浅野和之、共演：樋渡真司、柳下季里、渡辺典子 脚本：林民夫 演出：星野和成）

29
- 2005年3月7日放送
  - 心霊スポット（主演：小池栄子、共演：楊原京子、斉藤直行、大江聡、永田真理 脚本：三宅隆太 演出：中江功）
  - 亡霊の棲む土地（主演：袴田吉彦、共演：田中要次 脚本：三宅隆太 演出：鶴田法男）※本人の体験
  - 季節はずれの贈り物（主演：黒川智花、共演：佐戸井けん太、花原照子 脚本：三宅隆太 演出：鶴田法男）

30
- スペシャル 京都ミステリーツアーSP（2005年8月23日放送、視聴率16.4％）
  - 乗せて…ください（主演：井上和香 脚本・演出：鶴田法男）
  - 心霊写真（主演：山本耕史 脚本：三宅隆太 演出：鈴木雅之）
  - 黒髪の女（主演：松浦亜弥、共演：市毛良枝、佐藤ルル 脚本：三宅隆太 演出：鶴田法男）
  - 格安物件（主演：青木さやか、共演：モロ師岡、松田大輔（東京ダイナマイト）、山野史人、藤榮史哉 脚本：三宅隆太 演出：鶴田法男）※本人の体験
  - 死神（主演：武田真治、共演：伊藤裕子、田山涼成 脚本：玉城悟 演出：鶴田法男）

#### 2006年
31
- スペシャル 鎌倉ミステリーツアーSP（2006年8月22日放送、視聴率15.3%）
  - 断崖の下にて（主演：伊藤淳史、共演：夏川純 脚本：三宅隆太 演出：鶴田法男）
  - 6番の部屋（主演：堀北真希、共演：桐谷美玲、佐藤千亜妃、鈴木浩介、仲村瑠璃亜 脚本：三宅隆太 演出：鶴田法男）
  - 不思議な時間（主演：平岡祐太、共演：柴田理恵 脚本：林民夫 演出：）
  - 四畳半の貴婦人（主演：大島美幸、共演：村上知子、黒沢かずこ 脚本：三宅隆太 演出：鶴田法男）※本人の体験
  - そこにいる!（主演：高嶋政伸、共演：サエコ、温水洋一、稲葉恵子 脚本：三宅隆太 演出：鶴田法男）
  - 病棟のぬいぐるみ（主演：釈由美子、共演：岩佐真悠子、山下容莉枝、大島蓉子、森康子、佐藤仁美、恩田恵美子 脚本：小川智子 演出：鶴田法男）

#### 2007年
32
- 夏の特別編2007（2007年8月28日放送、視聴率16.5%）
  - 私を呼ぶのは…?（主演：森迫永依、共演：飯田基祐、魏涼子、松川真之介、稲葉恵子 脚本：三宅隆太 演出：鶴田法男）
  - 霊の通る家（主演：中川翔子、共演：唐木ちえみ、安田洋子、山口愛、森田宗宏、キムラ緑子 脚本：三宅隆太 演出：鶴田法男）※本人の体験
  - 幽惑ドライブ（主演：増田貴久（NEWS）、共演：波岡一喜、出口哲也、嶋崎亜美 脚本：三宅隆太 演出：鶴田法男）
  - 真夜中の病棟（主演：榮倉奈々、共演：佐藤寛子、池谷のぶえ、小池榮 脚本：鶴田法男、三宅隆太 演出：鶴田法男）

#### 2008年
33
- 夏の特別編2008 心とカラダのミステリーツアーSP（2008年8月26日放送、視聴率16.3%）
  - 廃屋の螺旋（主演：高田翔、共演：清水くるみ、森富士雄 脚本：三宅隆太 演出：鶴田法男）
  - 病室の住人（主演：加藤ローサ、共演：岩佐真悠子、田島令子、三浦まゆ、松岡瑠奈子、野元学二、野副隼 脚本・演出：鶴田法男）
  - 着信履歴（主演：木下優樹菜、共演：山田親太朗、山根和馬 脚本：三宅隆太 演出：鶴田法男）※本人確認
  - K町のマンション（主演：野久保直樹、共演：大桑マイミ、松永玲子、カンニング竹山 脚本：三宅隆太 演出：鶴田法男）
  - 路上の思い（主演：ベッキー、共演：忍成修吾、諏訪太朗、新志穂 脚本：三宅隆太 演出：鶴田法男）

#### 2009年
34
- 冬の特別編2009 芸能界緊急除霊スペシャル（2009年2月3日放送、視聴率12.0%）
  - 憑かれた山（主演：大橋のぞみ、共演：小原雅人、三浦まゆ 脚本：三宅隆太 演出：鶴田法男）
  - 血ぬられた旅館（主演：吉高由里子、共演：平田薫、小柳友貴美 脚本：清水達也、鶴田法男 演出：鶴田法男）

35
- 10周年記念 京都パワースポットツアーSP（2009年8月25日放送、視聴率15.6%）
  - かかし（主演：加藤清史郎、共演：奥貫薫 脚本・演出：鶴田法男）
  - 心霊動画（主演：志田未来、共演：弓削智久、金澤美穂 脚本：三宅隆太 演出：鶴田法男）
  - 顔の道（主演：佐藤健、共演：高橋真唯 脚本：三宅隆太 演出：鶴田法男）
  - 怨みの代償（主演：綾瀬はるか、共演：市川由衣、折山みゆ、入山法子 脚本：三宅隆太 演出：鶴田法男）
  - 憑く男（主演：上地雄輔、共演：いとうあいこ、工藤里紗、市毛良枝、田山涼成 脚本：三宅隆太 演出：鶴田法男）

#### 2010年
36
- 夏の特別編2010 AKB48 まるごと浄霊スペシャル（2010年8月24日放送、視聴率12.5%）
  - 赤いイヤリングの怪（主演：大島優子、共演：山本ひかる 脚本・演出：鶴田法男）
  - 叫ぶ廃病院（主演：溝端淳平、共演：中尾明慶、岡本玲 脚本：三宅隆太 演出：鶴田法男）
  - レインコートの女（主演：高橋みなみ、共演：小嶋陽菜、佐藤由加理、浦野一美、高橋良輔、田中要次 脚本：三宅隆太 演出：鶴田法男）※本人の体験
  - あかずの間（主演：坂口憲二、共演：近藤芳正、斉藤暁 脚本：高木登、三宅隆太、鶴田法男　演出：鶴田法男）
  - 死神が来る夜（主演：優香、共演：西山茉希、濱田万葉、佐々木すみ江 脚本：三宅隆太、鶴田法男 演出：森脇智延）

#### 2011年
37
- 夏の特別編2011（2011年9月3日放送、視聴率14.5%）
  - 奇怪な最終バス（主演：中山優馬、共演：戸井智恵美、鈴野里奈 脚本：玉城悟 演出：鶴田法男）
  - 同窓会の知らせ（主演：武井咲、共演：岡本あずさ、山下容莉枝、山内亜美 脚本：三宅隆太 演出：森脇智延）
  - 悪夢の十三日（主演：向井理、共演：木村文乃、半海一晃、斉藤歩、木本武宏、木下隆行、高橋昌也、YOSHI、斉藤康弘、内野雅央 脚本：高木登、三宅隆太、鶴田法男 演出：鶴田法男）
  - 深淵の迷い子（主演：芦田愛菜、共演：南沢奈央、戸次重幸、永野芽郁、橘ユキコ、宇賀神ゆかり 脚本：鶴田法男、三宅隆太 演出：鶴田法男）
  - 怒りのルビー（主演：片平なぎさ、共演：奥貫薫、伊藤裕子、田中美保、市川千恵子 脚本：牟田桂子 演出：鶴田法男）

#### 2012年
38
- 夏の特別編2012（2012年8月18日放送、視聴率16.0%）
  - 赤い爪（主演：山下智久、共演：本田翼、堀内敬子 脚本・演出：鶴田法男）
  - 呪われた病室（主演：剛力彩芽、共演：木南晴夏、秋元黎、池津祥子、真下有紀 脚本：木滝りま、鶴田法男 演出：森脇智延）
  - 右肩の女（主演：岡田将生、共演：蓮佛美沙子、窪田正孝、橋本真実 脚本：穂科エミ 演出：鶴田法男）
  - 真夜中の最終列車（主演：スギちゃん 脚本・演出：鶴田法男）
  - 或る夏の出来事（主演：香里奈、共演：菅田将暉、福田彩乃、高橋光臣、手塚理美 脚本：山上ちはる、鶴田法男 演出：鶴田法男）

#### 2013年
39
- 夏の特別編2013（2013年8月17日放送、視聴率13.0%）
  - 2階が怖い（主演：鈴木福、共演：YOU、草村礼子 脚本：酒巻浩史、鶴田法男 演出：鶴田法男）[注 5]
  - Xホスピタル（主演：藤ヶ谷太輔(Kis-My-Ft2)、共演：柄本時生、吉田羊 脚本：鶴田法男、穂科エミ 演出：鶴田法男）
  - 影の暗示（主演：深田恭子、共演：平岩紙、山崎満、朝加真由美 脚本：木滝りま 演出：森脇智延）
  - 女子高大パニック（主演：坂口憲二、共演：新川優愛、山田親太朗、小林きな子、木野花 脚本：酒巻浩史、鶴田法男 演出：鶴田法男）
  - 蠢く人形（主演：指原莉乃、共演：岡本玲、小澤亮太 脚本：穂科エミ 演出：森脇智延）

#### 2014年
40
- 15周年スペシャル（2014年8月16日放送、視聴率14.6%）
  - S銅山の女（主演：石原さとみ、共演：小池徹平、池田鉄洋 脚本：酒巻浩史 演出：鶴田法男）
  - さとるくん（主演：剛力彩芽 脚本：鶴田法男 演出：加藤裕将）
  - 犯人は誰だ（主演：草彅剛、共演：北乃きい、緋田康人 脚本：鶴田法男、酒巻浩史、穂科エミ 演出：鶴田法男）
  - 誘いの森（主演：島崎遥香、共演：広瀬アリス 脚本・演出：鶴田法男）
  - 腕をちょうだい（主演：桐谷美玲、共演：菜々緒、藤本泉 脚本：鶴田法男、角田ルミ 演出：鶴田法男）
  - タクシードライバーは語る（主演：坂上忍、共演：藤井佳代子、志賀廣太郎脚本：酒巻浩史、鶴田法男 演出：鶴田法男）
  - 闇への視覚（主演：黒木瞳、共演：町田啓太、宮崎美子 脚本：酒巻浩史、鶴田法男 演出：加藤裕将）

#### 2015年
41
- 夏の特別編2015（2015年8月29日放送、視聴率11.0%）
  - どこまでも憑いてくる（主演：玉森裕太（Kis-My-Ft2）、共演：谷村美月、猫田直、原勇弥、井手雅紀、小林隆、伊藤蘭、鴨志田媛夢、幽靈役：鴨志田媛夢    脚本：酒巻浩史 演出：鶴田法男）
  - 憑依の祠（主演：中条あやみ 脚本・演出：鶴田法男）
  - 奇々怪々女子寮（主演：観月ありさ、共演：足立梨花、伊藤修子、遠山俊也、桜井ユキ、七瀬麻美、ふせえり、幽靈役：鴨志田媛夢 脚本・演出：鶴田法男）
  - 嵐の日の通報（主演：斎藤工、共演：武田梨奈、足立学、鴨志田媛夢、岡村洋一、中野麻衣、高嶋政伸、幽靈役：鴨志田媛夢 脚本：酒巻浩史 演出：鶴田法男）
  - 黒い日常（主演：高梨臨、共演：中村アン、尾花かんじ、竹中直人 脚本：酒巻浩史 演出：森脇智延）
  - つきあたりの家族（主演：又吉直樹（ピース）、共演：大島蓉子、諏訪太朗、高島礼子 脚本・演出：鶴田法男）

#### 2016年
42
- 夏の特別編2016（2016年8月20日放送、視聴率10.6%）
  - 押し入れが怖い（主演：中島健人、共演：前野朋哉、池谷のぶえ、倉木拓郎、滝本ゆに、佐野祐徠、半海一晃 脚本：鶴田法男、酒巻浩史 演出：鶴田法男）[4]
  - 病棟に棲む五円玉（主演：武井咲、共演：豊嶋花、綾田俊樹、板谷由夏、幽靈役：鴨志田媛夢 脚本：酒巻浩史 脚本協力・演出：鶴田法男）
  - 呪いの絵馬（主演：バカリズム、共演：岸井ゆきの、吉本実憂、渋谷謙人、伊藤正之、南伊、利重剛 脚本：穂科エミ 演出：森脇智延）
  - もう1人のエレベーター（主演：乃木坂46（生駒里奈、生田絵梨花、齋藤飛鳥、白石麻衣、西野七瀬） 脚本・演出：鶴田法男）[5]
  - 誘う沼（主演：柳葉敏郎、共演：志尊淳、恒松祐里 脚本：酒巻浩史 演出：鶴田法男）
  - 夏の知らせ（主演：前田敦子、共演：菜葉菜、山下容莉枝、田中要次、中田春介、鹿賀丈史 脚本：酒巻浩史 演出：鶴田法男）[6]

#### 2017年
43
- 夏の特別編2017（2017年8月19日放送、視聴率11.5％）
  - 或るマンション（主演：手越祐也、共演：六角精児、足立龍弥、畠山拓也、村山明久、久保陽香、金田明夫 脚本：三宅隆太 演出：森脇智延）
  - 影女（主演：杉咲花、共演：石井杏奈、白洲迅、横澤夏子、阿南敦子 脚本：穂科エミ 演出：下畠優太）
  - 箱（主演：野村周平、共演：温水洋一、室井滋 脚本：酒巻浩史 演出：星野和成、原話：『ある設計士の忌録』収録）
  - お墓はどこでしょうか（主演：遠藤憲一、共演：大友花恋、平山さとみ、岸茉莉、品川徹 脚本：酒巻浩史 演出：森脇智延）
  - コール（主演：北川景子、共演：志尊淳、川栄李奈、加藤四朗、星野晶子、橋本もぐら、藤井京子、柳ノ内たくま 脚本：酒巻浩史 プロット協力：鶴田法男 演出：森脇智延）

#### 2018年
44
- 夏の特別編2018（2018年8月18日放送、視聴率10.0％）
  - 見えない澱（主演：神木隆之介、共演：内田理央、橋本淳、森永徹、岡山天音 脚本：三宅隆太 演出：森脇智延）
  - 迷い道に憑く女（主演：平祐奈 脚本：酒巻浩史 演出：下畠優太）
  - 毟り取られた居場所（主演：菜々緒、共演：飯豊まりえ、森山栄次、寺下怜見、小野武彦 脚本：鶴田法男、山上ちはる 演出：下畠優太）
  - ナニワ心霊道（主演：ガンバレルーヤ、共演：桐山漣、春海四方、余貴美子 脚本：酒巻浩史 演出：森脇智延）※本人の体験
  - 姿見（主演：葵わかな、共演：今田美桜、桜田通、宮澤竹美、小室安未、桜井ユキ 脚本：穂科エミ 演出：星野和成）
  - 果てからの念波（主演：北村一輝、共演：濱津隆之、しゅはまはるみ、真魚、吉田羊 脚本：酒巻浩史 演出：星野和成）

#### 2019年
45
- 20周年スペシャル（2019年10月12日放送、視聴率9.9％）
  - 赤い執着（主演：中条あやみ、共演：粟野咲莉、昴生（ミキ）、泉澤祐希）
  - 誰にも言えない（主演：鈴木保奈美、共演：斎藤汰鷹、神尾優典、兒島京汰、坂井悠莉、森永怜杏）
  - 肩の女（主演：佐々木蔵之介、共演：佐野勇斗）
  - 机と海（主演：松本穂香、共演：小田純也、櫛引貴子、森希翔、峯村リエ、足立梨花）
  - 汲怨のまなざし（主演：佐藤健、共演：阿部純子、藤野涼子、森優理斗、秋乃ゆに、多田ありさ、ヒロウエノ、趣里）

#### 2020年
46
- 2020特別編（2020年10月31日放送）
  - あかずの間を造った話（主演：上白石萌音、共演：田山涼成、明樂哲典、中山慎悟、片岡愛之助、原話：『ある設計士の忌録』収録）※初期版予告CMでは放送とは異なり、あかずの間の部屋で赤い服の女が悲鳴を上げながら襲いかかりそうになる放送には無いシーンがあった[注 6]。
  - 訳ありのカラオケ店（主演：岡田健史、共演：川島鈴遥、亜生（ミキ））

上記以外は過去に放送された作品をリマスター版で8話 放送
放送予定だった作品
- 探偵の手記（主演：伊藤健太郎、共演：勝村政信、吉田鋼太郎）※伊藤の不祥事のため全編カット・差し替えの措置が取られた（当初予告CMでは伊藤の映像が使われていたが、新版では伊藤の部分を削ったバージョンで流している）。

#### 2021年
47
- 2021特別編（2021年10月23日放送）
  - 或る学校の七不思議（主演：与田祐希（乃木坂46）、共演：宮世琉弥、長見玲亜、箭内夢菜）
  - 凶音の誘い（主演：橋本環奈、共演：恒松祐里、山中崇）
  - だるまさんが転んだ?（主演：ゆめっち（3時のヒロイン）、共演：福田麻貴（3時のヒロイン）、かなで（3時のヒロイン））※本人の体験
  - 事故物件A（主演：山崎育三郎、共演：堀田真由、山村紅葉）

#### 2022年
48
- 2022特別編（2022年8月20日放送、視聴率7.5%）
  - 非常通報（主演：神尾楓珠、共演：大友花恋、遠藤たつお、よしのよしこ、千原せいじ、田中美佐子）
  - 遊び待つ（主演：松本若菜、共演：富田望生、落井実結子、三浦真椰、古川凛、川端夏奈）
  - 謝罪（主演：岩田剛典、共演：志田未来[注 8]、尾花かんじ、中津玖実子、梓田色、梶原善）
  - 憑けてくる（主演：高城れに（ももいろクローバーZ）、共演：百田夏菜子、玉井詩織、佐々木彩夏、幽霊役：天崎愉梨）※本人の体験
  - 一言のあやまち（主演：山下美月（乃木坂46）、共演：鈴木ゆうか、佐々木ありさ、愛葉れいか、天崎愉梨、内田翔大、小野花梨）

#### 2023年
49
- 2023特別編（2023年8月19日放送、視聴率6.6%）
  - 誰にも貸せない部屋（主演：鈴鹿央士、共演：石井正則、井頭愛海、原扶貴子）[9][10]
  - 視線の出処（主演：中村アン、共演：吉田ウーロン太、原日出子、石川楓、市原茉莉）[11]
  - 胸騒ぎの帰路（主演：片寄涼太、前田鮎花）[12]
  - 視えない来客（主演：セントチヒロ・チッチ、共演：奥智哉、宮崎美子）[13]※本人の体験
  - うしろの正面（主演：とにかく明るい安村、共演：平田敦子）[14]
  - 滞留する痕（主演：白石麻衣、共演：志田彩良、前野恵）[15]

#### 2024年
50
- 25周年スペシャル（2024年8月17日放送、視聴率6.3%）
  - 共作結界（主演：坂口憲二、共演：門脇麦、小林きな子、岩本淳、北野秀気、中川紅葉）[16]
  - 真夜中のチャイム（主演：山内健司（かまいたち）、共演：ふせえり）[17]
  - 視える!?（主演：香取慎吾、共演：豊嶋花、藤倉みのり、野村たかし、山下容莉枝）[18][19]
  - 暗澹の部屋（主演：森七菜、共演：山口紗弥加、諸林めい、杉山薫、辻本耕志）[20]
  - 見知らぬ同僚（主演：生見愛瑠、共演：橋本拓也、荒井啓志）[21]

#### 2025年
51
- 夏の特別編2025（2025年8月16日放送予定） - 番組ホームページにおいて、過去に放送された作品で人気の高かった26本から、視聴者による投票「“最恐選挙”」を実施し、選出された6本をデジタルリマスター化して放送[22]。
  - 黄泉の森（主演：小栗旬、初回放送：2004年4月3日）
  - 行きずりの紊乱者（主演：上野樹里、初回放送：2004年3月6日）
  - 右肩の女（主演：岡田将生、初回放送：2012年8月18日）
  - 顔の道（主演：佐藤健、初回放送：2009年8月25日）
  - 怨みの代償（主演：綾瀬はるか、初回放送：2009年8月25日）
  - S銅山の女（主演：石原さとみ、初回放送：2014年8月16日）
  - 在る訳ありの部屋（主演：出口夏希、共演：峯村リエ、金村美玖(日向坂46)）

## スタッフ
- 原作：「ほんとにあった怖い話」朝日ソノラマ刊
- 制作協力：ジーワン
- 総合プロデューサー：後藤博幸

## 放送局
※○は第2シリーズ未放送
|               | 放送局             | 参考   |
| ------------- | ------------------ | ------ |
| 関東広域圏    | フジテレビ         | 製作局 |
| 北海道        | 北海道文化放送     |        |
| 岩手県        | 岩手めんこいテレビ |        |
| 宮城県        | 仙台放送           |        |
| 秋田県        | 秋田テレビ         |        |
| 山形県        | さくらんぼテレビ   |        |
| 福島県        | 福島テレビ         | ○      |
| 新潟県        | 新潟総合テレビ     |        |
| 富山県        | 富山テレビ         | ○      |
| 石川県        | 石川テレビ         |        |
| 福井県        | 福井テレビ         | ○      |
| 長野県        | 長野放送           |        |
| 静岡県        | テレビ静岡         |        |
| 中京広域圏    | 東海テレビ         | ○      |
| 近畿広域圏    | 関西テレビ         |        |
| 鳥取県 島根県 | 山陰中央テレビ     |        |
| 岡山県 香川県 | 岡山放送           |        |
| 広島県        | テレビ新広島       |        |
| 愛媛県        | テレビ愛媛         |        |
| 高知県        | 高知さんさんテレビ |        |
| 福岡県        | テレビ西日本       |        |
| 佐賀県        | サガテレビ         |        |
| 長崎県        | テレビ長崎         |        |
| 熊本県        | テレビ熊本         |        |
| 大分県        | テレビ大分         |        |
| 宮崎県        | テレビ宮崎         | ○      |
| 鹿児島県      | 鹿児島テレビ       |        |
| 沖縄県        | 沖縄テレビ         | ○      |

## オリジナルビデオ版
フジテレビ版『ほんとにあった怖い話』は1991年から1992年にオリジナルビデオとして製作・公開された『ほんとにあった怖い話』が基になっている。
このオリジナルビデオ版は鶴田法男監督が原作の映像化権をおさえて脚本まで書いてビデオ・メーカーのジャパンホームビデオに企画を持ち込んだ事から立ち上がった。企画にGOサインが出てから脚本家の小中千昭が参加して製作された。本作がJホラーの原点と言われる。中でも「夏の体育館」におけるゆらゆらと蠢く不気味な人影は黒沢清監督『回路』に明確に応用されている。また、『新・ほんとにあった怖い話　幽幻界』の『踊り場の友だち』での踊り場に突如現れる幽霊の演出は清水崇監督の『THE JUON/呪怨』で模倣されている。これは清水崇監督が鶴田法男に許諾を求めて実現した。また「霊のうごめく家」におけるあり得ない（想定外）の場所に現れる人影は、その後のJホラーを特徴付けるエポック・メイキングな演出方法として名高い。なお、ナレーションは第1作・第2作では玄田哲章、第3作では相見陽子が担当した。1999年の『ガメラ3 邪神覚醒』がホラー作品を意識した作風になった理由として、当時の子供たちの間でのホラー作品の人気の高さが着目されたことが挙げられており、『ほんとにあった怖い話』もそれらのホラー作品の一つとして言及されている。
「ほんとにあった怖い話」（1991年）
- ひとりぼっちの少女（出演：浅沼順子、久野博美、鈴木和枝、田中雅和）
- 幽体飛行（出演：森口舞、星野章子、山田妙子）
- 赤いイヤリングの怪（出演：後藤宙美、石川しのぶ、近藤理枝、辻村真人）

「ほんとにあった怖い話 第二夜」（1991年）
- 夏の体育館（出演：寺田恵美、春原由紀、中島佐和子、水沢杏子）
- 霊のうごめく家（出演：小笠原亜里沙、藤生有紀子、金箱和見、竜のり子、伴直弥）
- 真夜中の病棟（出演：相沢朱音、金巻陽子）

「新・ほんとにあった怖い話 幽幻界」（1992年）
- 婆去れ!（出演：山中ひとみ）
- 踊り場のともだち（出演：小堺忍、白石亮子、佐藤啓之）
- かなしばり（出演：相沢朱音）
- 廃屋の黒髪（出演：山田寿子、江口秀太郎、水上竜士、辻由起子）

## ノベライズ
- ほんとにあった怖い話 ドラマノベライズ 死者からの伝言編 （集英社みらい文庫 2020年9月18日発売）ISBN 978-4-08-321594-0

著：小川彗、絵：猫又ヨオスケ

## パロディ
ほんとにあった細（こま）い話（放送局は本番組と同じフジテレビ系列のバラエティ番組、SMAP×SMAP）
稲垣吾郎が「七三ほん細（こま）クラブ」のメンバーとともに、世の中の鬱陶しいほど細（こま）い体験話を再現VTRにして楽しんでしまおうというコーナー。セットは本家のものを使用しており、ほん細クラブの「ハイ、吾郎さん!」というかけ声も同じ。再現ドラマ部分の細い言動のキャラは全て草彅剛が演じている。
本当にあったら怖い話（同じくフジテレビ系列のバラエティ番組、ダウンタウンのものごっつええ感じスペシャル）
番組内で行ったコント。但し本家をモチーフにしておらず内容が大きく異なっており、タイトルだけを基にしてる。松本人志演じる大阪では有名な落語家で怪談話が豊富な『今遊亭ピーナッツ』が、「goodアフタヌーン」という架空の番組の怪談特集に出演した際に、東京では仕事が初めてなので緊張して話がグダグダになり、頭から大量の汗をかくという内容。
ほんとにあった噛み合わない話（同じくフジテレビ系列のバラエティ番組、はねるのトびら）
番組内で行ったコント。話がとにかく噛み合わないといった内容の物。
ほんとにあったフジ縛霊の怖い話（同じくフジテレビ系列のバラエティ番組、めちゃ×2イケてるッ!）
以前にフジテレビの番組・企画・スタッフに対し酷い言動や仕打ちをされ怨みを持った芸人・タレントを「フジ縛霊」と称し、そのエピソードを再現ドラマで紹介。本人からそれらに対する怨みを語る内容の物。
本当にあった医者の怖い話（同じくフジテレビ系列のバラエティ番組、さんまのお笑い向上委員会）
夏の特別編2018後に放送された時に、医師芸人しゅんしゅんクリニックPが出演した際付けられたサブタイトル。BGMもほん怖の物を使用。
本当にあったぬるい話
佐賀市富士町の古湯、熊の川の両温泉にまつわる物語で「ぬるい」をテーマにしたホラーコメディショートドラマ。
ほんとにあった怖い答え（同じくフジテレビ系列のバラエティ番組、呼び出し先生タナカ）
生徒（解答者）が出した解答内容をドラマで再現したコーナーVTR。末尾6分のローカル枠で放送される。
ほんとにあったバケモノ芸人の怖い話（同じくフジテレビ系列のバラエティ番組、さんまのお笑い向上委員会）
2024年の25周年スペシャル後に放送された時に付けられたサブタイトル。BGMもほん怖の物を使用。